# Sour El-Ghozlane
Sour El-Ghozlane (arabisch سور الغزلان; Zentralatlas-Tamazight ⵚⵓⵔ ⵍⵖⴻⵣⵍⴰⵏ Ṣur Lɣezlan) ist eine nordalgerische Stadt mit ca. 50.000 Einwohnern und Hauptort einer aus mehreren Dörfern bestehenden Gemeinde (commune) mit insgesamt ca. 60.000 Einwohnern in der Provinz Bouira. Sour El-Ghozlane ist eine bedeutende Stadt der Kabylei.

## Toponym
Der ursprüngliche Name des Ortes lautete möglicherweise bereits Sour El-Ghozlane (= „Gazellenfestung“); die Römer nannten ihn Auzia und die Franzosen Aumale zu Ehren des Algerienkämpfers Henri d’Orléans, duc d’Aumale.

## Lage und Klima
Die Stadt Sour El-Ghozlane befindet sich auf ca. 880 m Höhe im Tell-Atlas-Gebirge nahe der Quelle des Oued Lakhal. Algier liegt ca. 115 km (Fahrtstrecke) nordwestlich; die Provinzhauptstadt Bouira befindet sich ca. 40 km nordöstlich. Das Klima ist überwiegend gemäßigt bis warm; Regen (ca. 530 mm/Jahr) fällt hauptsächlich im Winterhalbjahr.

## Bevölkerung
| Jahr      | 1966  | 1987  | 1998   | 2008   |
| Einwohner | k. A. | k. A. | 35.475 | 43.985 |

Seit den 1960er Jahren erlebt Sour El-Ghozlane eine starke Zuwanderung von Familien aus den ländlichen Regionen Algeriens.

## Wirtschaft
Die Landwirtschaft der Umgebung ist hauptsächlich durch Getreide- und Ölproduktion geprägt; die immer noch betriebene Viehzucht spielt sich zumeist in Ställen ab. In der Stadt haben sich Händler, Handwerker und Dienstleister aller Art niedergelassen. Im Jahr 1983 wurde in der Umgebung der Stadt ein Zementwerk erbaut.

## Geschichte
Prähistorische Kleinfunde bezeugen die Anwesenheit von Jägern und Sammlern. Bereits vor der Ankunft der Römer bestand eine Berbersiedlung. Die Römer nannten die augusteische Gründung Auzia und statteten sie mit einem Theater aus. Um das Jahr 20 n. Chr. lehnte sich der numidische Soldat Tacfarinas an der Spitze einer Stammeskoalition gegen die römische Fremdherrschaft auf; mit seinem Tod im Jahr 24 bei Auzia brach der Aufstand jedoch zusammen. Später durchzogen Vandalen, Byzantiner und Araber das Gebiet, welches im 16. Jahrhundert unter osmanische Oberherrschaft geriet. Von 1830 bis 1962 war Sour El-Ghozlane Teil der französischen Kolonie Algerien.

## Sehenswürdigkeiten
- Die Ruinen der antiken Stadtmauer sowie dreier Tore (Bab-El-Gourt, Bab-El-Sbitar und Bab-El-Cheuyir) sind noch erhalten.
- Abgesehen von einigen Kolonialbauten besitzt die weitgehend moderne Stadt keine historisch oder kulturell bedeutsamen Sehenswürdigkeiten.

## Persönlichkeiten
- Kaddour M'Hamsadji (* 1933), algerischer Schriftsteller
- Djamel Amrani (1935–2005), algerischer Schriftsteller und Freiheitskämpfer
- Jean-Claude Brialy (1933–2007), französischer Schauspieler und Regisseur